# كريستيان كينكيلا
كريستيان فواندا لوزولو كينكيلا (بالفرنسية: Christian Fuanda Luzolo Kinkela) (مواليد 25 مايو 1982 في كينشاسا - زائير) لاعب كرة قدم كونغولي ديمقراطي يلعب حاليا لصالح نادي الدرجة الثانية شاتورو الفرنسي منذ 2013 في مركز الظهير الأيمن كما يجيد اللعب في مركزي الجناح الأيمن والمهاجم.

## روابط خارجية
- كريستيان كينكيلا على موقع رابطة كرة القدم الفرنسية للمحترفين (الإنجليزية)
- كريستيان كينكيلا على موقع قاعدة بيانات كرة القدم.إي يو (الإنجليزية)
- كريستيان كينكيلا على موقع ليكيب (الفرنسية)
- كريستيان كينكيلا على موقع ناشيونال فوتبول تيمز (الإنجليزية)
- كريستيان كينكيلا على موقع Soccerway.com (الإنجليزية)
- كريستيان كينكيلا على موقع عالم كرة القدم.نت (الإنجليزية)
- كريستيان كينكيلا على موقع GSA (الإنجليزية)